# Universidad Estatal Paulista
La Universidad Estatal Paulista Júlio de Mesquita Filho (UNESP) (en portugués: Universidade Estadual Paulista) es una universidad pública brasileña, creada en 1976 a partir institutos aislados de enseñanza superior que existían en diversas regiones del Estado de San Pablo.
La UNESP es una de las tres universidades subvencionadas por el gobierno del Estado de São Paulo junto con la Universidad de São Paulo (USP) y la Universidad Estatal de Campinas (Unicamp). Actualmente tiene actualmente 34 facultades que ofrecen cursos de pregrado y posgrado. Forma aproximadamente 6 mil nuevos profesionales cada año, y son responsables de 2200 postgraduados.

## Historia

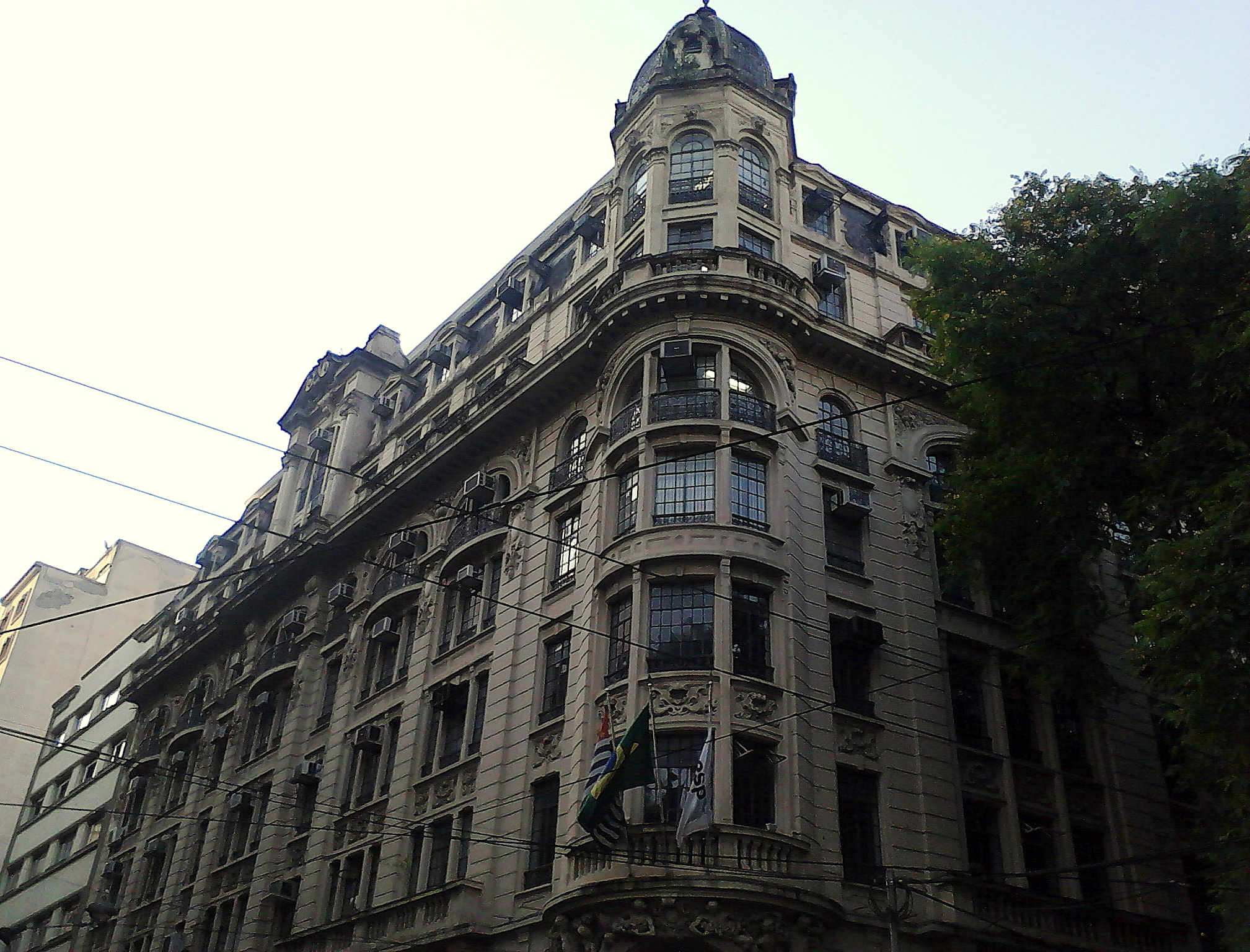
Centro de Documentación y Memoria de la UNESP

La UNESP fue establecida en 1976 como resultado de la fusión de varios institutos aislados de educación superior del estado de São Paulo. Estos institutos, que abarcan diversas áreas del conocimiento, se había creado sobre todo a mediados de los 1950 y principios de la década de los 1960. Dentro de este grupo se encontraban la Facultad de Filosofía, Ciencias y Letras de Assis, y los campus de Araraquara, de Franca, de Marilia, de Río Claro y de São José do Rio Preto.
Desde principios de 1975, debido a problemas de administración, se comenzó a discutir sobre nuevas formas de organizar los institutos aislados de São Paulo. En 1976, por determinación del entonces gobernador Pablo Egydio Martins, estas escuelas han tomado una dirección propia, en la forma de una universidad, sujetas al gobierno del Estado de São Paulo. De acuerdo con la Ley 952 del 30 de enero de 1976, se creó la Universidad Estatal Paulista recibiendo el nombre del gobernador "Júlio de Mesquita Filho".
El estatuto de 1989 de la universidad inició la creación de pro-rectorías, con el fin de distribuir las responsabilidades de administración de la rectoría, con el objetivo de aumentar la eficiencia de la administración de la UNESP. Más tarde, se efectuaron acciones para contribuir a la expansión de la influencia de la universidad, tales como la creación de FUNDUNESP en 1987, una editora en 1987, la revista de la UNESP y el desarrollo de un plan de informatización.
Durante la década de 1990, la universidad ha aumentado su actividad, principalmente a través del aumento en el número de vacantes. Desde el año 2003, la UNESP, comenzó a expandirse a nuevas regiones del Estado a través de la creación de las llamadas "Unidades Diferenciadas", ahora llamados "Campus Experimentales".

## Organización

### Campus

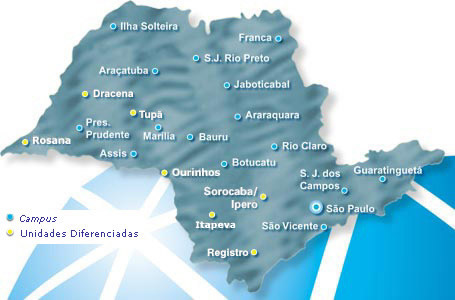
Campus de la UNESP en São Paulo

La Universidad Estatal Paulista comprende 24 campus, según se muestra a continuación:
- Campus de Araçatuba
- Campus de Araraquara
- Campus de Assis
- Campus de Bauru
- Campus de Botucatu
- Campus Experimental de Dracena
- Campus de Franca
- Campus de Guaratinguetá
- Campus de Ilha Solteira
- Campus Experimental de Itapeva
- Campus de Jaboticabal
- Campus de Marilia
- Campus Experimental de Ourinhos
- Campus Experimental de Penapolis
- Campus de Presidente Prudente
- Campus Experimental de Registro
- Campus de Río Claro
- Campus Experimental de Rosana
- Campus de São José do Rio Preto
- Campus de São José dos Campos
- Campus de São Paulo
- Campus Experimental del Litoral Paulista (São Vicente)
- Campus de Sorocaba
- Campus Experimental de Tupã

### Áreas académicas

#### Pregrado
| Área                | Programas académicos |
| ------------------- | --- |
| Humanidades         | - Administración - Administración Pública - Arquitectura y Urbanismo - Archivología - Artes Escénicas - Artes Visuales - Biblioteconomía - Ciencias Económicas - Ciencias Sociales - Diseño - Derecho - Educación Artística - Educación Musical - Filosofía - Geografía - Historia - Periodismo - Letras - Traducción - Música - Pedagogía - Psicología - Relaciones Internacionales - Radialismo - Relaciones Públicas - Servicio Social - Turismo                                      |
| Ciencias biológicas | - Agronomía - Ciencias Biológicas - Ciencias Biomédicas - Ecología - Educación Física - Enfermería - Ingeniería Forestal - Farmacia - Bioquímica - Fisioterapia - Fonoaudiología - Medicina - Medicina Veterinaria - Nutrición - Odontología - Terapia Ocupacional - Zootecnia |
| Ciencias exactas    | - Ciencias de la Computación - Ingeniería de Alimentos - Ingeniería Ambiental - Ingeniería Biotecnológica - Ingeniería Cartográfica - Ingeniería Civil - Ingeniería de Controles y Automatización - Ingeniería Eléctrica - Ingeniería Industrial Maderera - Ingeniería de Materiales - Ingeniería Mecánica - Ingeniería de Producción Mecánica - Estadística - Física - Física Biológica - Física Médica - Geología - Matemática - Química - Química Ambiental - Sistemas de Información |

### Posgrado

#### Maestrías
| Área                            | Programas académicos |
| ------------------------------- | --- |
| Ciencias agrícolas              | - Acuicultura - Agronomía - Animales salvajes - Biotecnología animal - Ciencia animal - Ciencia forestal - Ciencia y tecnología animal - Ciencias veterinarias - Ecología, evolución y biodiversidad - Ingeniería agrícola - Medicina veterinaria - Microbiología Agrícola |
| Ciencias exactas y de la tierra | - Ciencias Cartográficas - Ciencias de la Computación - Enseñanza de física - Física - Geociencias y Medio Ambiente - Matemáticas - Matemática aplicada y computacional - Matemáticas en Red Nacional - Química |
| Ingeniería                      | - Electrotecnia - Ingeniería - Ingeniería Civil - Ingeniería Civil y Ambiental - Ingeniería de Biomateriales y Bioprocesos - Ingeniería de producción - Ingeniería Eléctrica - Ingeniería Mecánica |
| Ciencias biológicas             | - Biociencias - Biodiversidad de los ambientes costeros - Biología animal - Biología general y aplicada - Biología vegetal - Ciencias biológicas - Ciencias fisiológicas - Farmacología y Biotecnología - Microbiología |
| Ciencias humanas                | - Ciencias Sociales - Desarrollo territorial en América Latina y el Caribe - Educación - Educación escolar - Educación Inclusiva - Educación sexual - Filosofía - Geografía - Historia - Psicología - Psicología del desarrollo y del aprendizaje - Relaciones Internacionales - Sociología en Red Nacional |
| Lingüística, letras y artes     | - Estudios lingüísticos - Estudios literarios - Letras - Lingüística y lengua portuguesa - Lírica - Música |
| Ciencias de la salud            | - Anestesiología - Biociencias y Biotecnología aplicadas a la Farmacia - Ciencia Odontológica - Ciencia y tecnología aplicadas a la Odontología - Ciencias aplicadas a la Salud Bucal - Ciencias del movimiento - Ciencias Dentales - Ciencias Farmacéuticas - Cirugía y Medicina translacional - Educación física - Enfermedades tropicales - Enfermería - Fisiopatología en Medicina Clínica - Fonoaudiología - Investigación clínica - Medicina - Obstetricia y Ginecología - Odontología - Odontología preventiva y social - Patología - Salud familiar - Salud pública |
| Ciencias sociales aplicadas     | - Administración - Arquitectura y Urbanismo - Derecho - Ciencia de la información - Comunicación - Diseño - Economía - Servicio social |
| Multidisciplinario              | - Agronegocios y desarrollo - Biofísica molecular - Biometría - Biotecnología - Ciencia y tecnología de los materiales - Ciencias ambientales - Ciencias de los materiales - Desarrollo humano y tecnologías - Desastres naturales - Educación científica - Educación matemática - Enseñanza para la Educación Básica - Gestión y regulación de los recursos hídricos - Investigación y desarrollo (biotecnología médica) - Medios y tecnología - Planificación y Análisis de Políticas Públicas - Procesos de enseñanza y formación                                        |

#### Doctorados
| Área                            | Programas académicos |
| ------------------------------- | --- |
| Ciencias agrícolas              | - Acuicultura - Agronomía - Animales salvajes - Biotecnología animal - Ciencia animal - Ciencia forestal - Ciencias veterinarias - Ecología, evolución y biodiversidad - Ingeniería agrícola - Medicina veterinaria - Microbiología Agrícola |
| Ciencias exactas y de la tierra | - Ciencias Cartográficas - Ciencias de la Computación - Física - Geociencias y Medio ambiente - Matemáticas - Química |
| Ingeniería                      | - Electrotecnia - Ingeniería - Ingeniería Civil y Ambiental - Ingeniería de producción - Ingeniería Eléctrica - Ingeniería Mecánica |
| Ciencias biológicas             | - Biociencias - Biodiversidad de los ambientes costeros - Biología animal - Biología general y aplicada - Biología vegetal - Ciencias biológicas - Ciencias fisiológicas - Farmacología y Biotecnología - Microbiología |
| Ciencias humanas                | - Ciencias Sociales - Educación - Educación escolar - Geografía - Historia - Psicología - Psicología del desarrollo y del aprendizaje - Relaciones Internacionales |
| Lingüística, letras y artes     | - Estudios lingüísticos - Estudios literarios - Letras - Lingüística y lengua portuguesa - Lírica - Música |
| Ciencias de la salud            | - Anestesiología - Biociencias y Biotecnología aplicadas a la Farmacia - Ciencia Odontológica - Ciencias aplicadas a la Salud Bucal - Ciencias del movimiento - Ciencias Dentales - Ciencias Farmacéuticas - Cirugía y Medicina translacional - Educación física - Enfermedades tropicales - Enfermería - Fisiopatología en Medicina Clínica - Fonoaudiología - Nanotecnología farmacéutica - Obstetricia y Ginecología - Odontología - Odontología preventiva y social - Patología - Salud pública |
| Ciencias sociales aplicadas     | - Derecho - Ciencia de la información - Comunicación - Diseño - Economía - Servicio social |
| Multidisciplinario              | - Agronegocios y desarrollo - Bioenergía - Biofísica molecular - Biometría - Biotecnología - Ciencia y tecnología de los materiales - Ciencias ambientales - Ciencia de los materiales - Desarrollo humano y tecnologías - Desastres naturales - Educación para la ciencia - Educación matemática - Investigación y desarrollo (biotecnología médica) - Medios y tecnología |

## Rankings internacionales
En 2011, la UNESP se ubicó en el segundo puesto entre las universidades públicas en el "VII Premio Mejores Universidades" presentado anualmente por la publicación Guía del estudiante de la Editora Abril. En el mismo año, la "Clasificación Académica de las Universidades Mundiales" (ARWU por sus siglas en inglés), consideró la universidad una de las 400 mejores del mundo entre las 500 instituciones analizadas por el estudio. En el mismo año, el QS World University Rankings, publicado por la Times Higher Education, clasificó a la universidad Paulista como la 16.ª mejor de América Latina y como una de las 550 mejores del mundo.
En 2012, el Times Higher Education también señaló a la UNESP, junto con la Unicamp, como una de las 100 mejores universidades "jóvenes" del mundo y la institución fue clasificada como la cuarta mejor colocada en América Latina, la tercera en Brasil y la 122ª mejor del mundo en exposición en la internet por Webometrics Ranking of World Universities.